# Knock Knock
Knock Knock is een Amerikaanse-Chileense erotische-psychologische thriller uit 2015 onder regie van Eli Roth. De film is een remake van Death Game uit 1977 met in de hoofdrol Sondra Locke en Colleen Camp. De laatstgenoemde is in deze remake de filmproducent en tevens te zien in een bijrol. De film ging in première op 23 januari 2015 op het Sundance Film Festival.

## Verhaal
Evan is een architect en woont met zijn vrouw en twee jonge kinderen in een dure wijk ergens in Californië. Als zijn gezin een weekendje naar het strand is, blijft Evan alleen thuis om zijn werk af te maken. Als het avond is en buiten hard regent, wordt er op zijn voordeur geklopt. Twee mooie meiden staan drijfnat bij hem op de stoep. Ze zeggen verdwaald te zijn en vragen vriendelijk gebruik te mogen maken van zijn telefoon. Evan laat de twee meiden binnen zonder te beseffen wat ze echt van plan zijn.

## Rolverdeling
- Keanu Reeves als Evan
- Lorenza Izzo als Genesis
- Ana de Armas als Bell
- Aaron Burns als Louis
- Ignacia Allamand als Karen
- Dan Baily als Jake
- Megan Baily als Lisa
- Colleen Camp als Vivian
- Otto als Monkey